# 14e cérémonie des Visual Effects Society Awards
 (juillet 2020).
Si vous disposez d'ouvrages ou d'articles de référence ou si vous connaissez des sites web de qualité traitant du thème abordé ici, merci de compléter l'article en donnant les références utiles à sa vérifiabilité et en les liant à la section « Notes et références ».
La 14e cérémonie des Visual Effects Society Awards (VES Awards), organisée par la Visual Effects Society, a eu lieu le 2 février 2016 et à récompenser les meilleurs effets visuels de l'année 2015

## Palmarès

### Meilleur effets visuels dans un film en prise de vues réelles
- Star Wars, épisode VII : Le Réveil de la Force
  - Fast and Furious 7
  - Mad Max : Fury Road
  - San Andreas
  - Seul sur Mars

### Meilleur effets visuels secondaire dans un film live
- The Revenant
  - Le pont des espions
  - Everest
  - Au cœur de l'océan
  - The Walk : Rêver plus haut

### Meilleure animation dans un film d'animation
- Le voyage d'Arlo
  - Anomalisa
  - Hôtel Transylvanie 2
  - Vice-Versa
  - Snoopy et les Peanuts, le film

### Meilleur personnage animé dans un film live
- The Revenant pour l'Ours
  - Avengers : L'ère d'Ultron pour Hulk
  - Chappie pour Chappie
  - Star Wars, épisode VII : Le Réveil de la Force pour Maz Kanata

### Meilleur personnage animé dans un film d'animation
- Vice-Versa pour Joie
  - Le voyage d'Arlo pour Spot
  - Snoopy et les Peanuts, le film pour Charlie Brown
  - Snoopy et les Peanuts, le film pour Snoopy

### Meilleur environnement fictif dans un film live
- Star Wars, épisode VII : Le Réveil de la Force pour la course-poursuite du Faucon Millénium dans le cimetière
  - Ant-man pour le microverse
  - Jurassic World pour la poursuite dans la Jungle
  - À la poursuite de demain pour le centre de Tomorrowland
  - The Walk : Rêver plus haut pour le World Trade Center

### Meilleur environnement fictif dans un film d'animation
- Le voyage d'Arlo pour la ferme
  - Vice-Versa pour le monde de l'imagination
  - Shaun le mouton, le film pour le dessous des Arches
  - Snoopy et les Peanuts, le film pour le quartier de Charlie Brown

### Meilleure photographie virtuelle dans un film en prises de vues réelles
- Star Wars, épisode VII : Le Réveil de la Force pour la course-poursuite du Faucon Millénium dans le cimetière
  - Ant-man pour les scènes d'actions à échelle microscopique
  - Mission impossible : Rogue Nation (Mission: Impossible – Rogue Nation) Christopher Anciaume, Vincent Aupetit, Robert Elswit et Margaux Durand-Rival (pour la scène sous-marine dans la chambre torique)
  - The Walk : Rêver plus haut pour la traversée du World Trade Center

### Meilleurs modèles dans un film
- Star Wars, épisode VII : Le Réveil de la Force pour BB-8
  - Avengers : L'ère d'Ultron pour Hulkbuster
  - Everest pour le Mont Everest
  - Jurassic World pour l'Indominus Rex

### Meilleurs simulations et effets par ordinateur dans un film live
- Mad Max : Fury Road pour la tempête de sable
  - Avengers : L'ère d'Ultron pour la scène de combat entre Hulk et Hulkbuster
  - San Andreas pour le barrage Hoover et le Tsunami de San Francisco
  - San Andreas pour la destruction de Los Angeles
  - Star Wars, épisode VII : Le Réveil de la Force pour la base Starkiller

### Meilleurs simulations et effets par ordinateur dans un film animé
- Le voyage d'Arlo
  - En route !
  - Vice-Versa
  - Snoopy et les Peanuts, le film

### Meilleur compositing dans un film
- The Revenant
  - Mad Max : Fury Road
  - San Andreas pour la destruction de Los Angeles
  - Star Wars, épisode VII : Le Réveil de la Force
  - À la poursuite de demain

### Meilleurs effets visuels dans un programme TV
- Game of Thrones pour l'épisode "La danse des Dragons"
  - Childhood's End : Les Enfants d'Icare pour l'épisode "Les Enfants"
  - Jonathan Strange et Mr Norrell pour l'épisode "Arabella"
  - Nezlamna pour l'épisode "Sea Dogfight"
  - The Strain pour l'épisode "Transformation"

### Meilleur effets visuels secondaire dans un programme TV
- Vikings pour l'épisode "Aux portes de la ville"
  - Black Sails pour l'épisode "L'Honneur des pirates"
  - Agent Carter pour l'épisode "Ceci n'est pas la fin"
  - Penny Dreadful pour l'épisode "Et ils furent ennemis"
  - Daredevil pour l'épisode "L'Habit du diable"

### Meilleurs effets visuels dans une publicité live
- SSE pour "Pier"
  - Audi pour "Birth"
  - Halo 5 : Guardians pour "The Hunt Begins"
  - Game of War: Fire Age pour "Rooftop Alliance"
  - Ikea pour "T-Shirts"

### Meilleure personnage animé dans un programme TV, une publicité ou un jeu vidéo
- SSE pour l'Orang-outan
  - Game of Thrones pour Drogon
  - Sainsbury's pour Mog

### Meilleure environnement fictif dans un programme TV, une publicité ou un jeu vidéo
- Game of Thrones pour la ville de Volentis
  - Game of Thrones pour l'arène de Drogon
  - Vikings pour Paris
  - Black Sails pour le port de Charles

### Meilleurs simulations et effets par ordinateur dans un programme TV, une publicité ou un jeu vidéo
- Game of Thrones pour l'épisode "Durlieu"
  - Halo 5 : Guardians pour "The Hunt Begins"
  - SSE pour Pier
  - Lipton pour "The Revolution in Tea"

### Meilleur compositing dans un programme TV
- Game of Thrones pour l'épisode "Durlieu"
  - Game of Thrones pour l'arène de Drogon
  - Game of Thrones pour le repaire de Drogon
  - Vikings pour l'épisode "Aux portes de la ville"

### Meilleur compositing dans une publicité
- SSE pour "Pier"
  - Game of War: Fire Age pour "Rooftop Alliance"
  - Halo 5 : Guardians pour "The Hunt Begins"
  - Under Armour pour "Rule Yourself"

### Meilleurs effets visuels en temps réel dans un jeu vidéo
- The Order: 1886
  - Assassin's Creed Syndicate
  - Destiny : Le Roi des Corrompus
  - Halo 5 : Guardians
  - The Hobbit: A Thief in the Shadows

### Meilleurs effets visuels dans un projet physique spécial
- Fast & Furious: Supercharged
  - Chair de poule, le film (Goosebumps) – Daniel Marsh, Alex Harding, Jason Schugardt et Michael Wigart
  - Kaka's Great Adventure
  - Nike : The Neymar Jr. Effect
  - SpongeBob SubPants

### Meilleurs effets visuels dans un projet étudiant
- Citipati
  - Jagon
  - Korser
  - Skal

## Spécials

### Lifetime Achievement Award
- Ridley Scott

### VES Visionary Award
- Syd Mead